# Catàleg raonat
Un catàleg raonat, o catàleg crític, és un catàleg d'obres d'art que, a més d'inventariar i classificar les obres amb les dades essencials, les descriu, documenta i comenta des d'un punt de vista tècnic i crític.
Típicament cobreix les obres conegudes d'un artista, generalment de forma cronològica i de vegades temàtica, sigui l'obra completa, una branca artística o un període determinat. La seva publicació per part d'un expert o comitè d'experts destacats en aquell artista, i el número assignat en el catàleg a cada obra, suposa una identificació única de l'obra, una certificació d'autenticitat i una referència acadèmica.

## Contingut
Els primers catàlegs raonats, amb propòsit didàctic, es caracteritzaven per tenir dues parts diferents: una biografia i el catàleg pròpiament dit. En els catàlegs raonats més recents els autors solen destacar l'aspecte crític amb una aproximació personal a l'obra.
A més de la relació d'obres com a part principal d'un catàleg raonat, típicament sol incloure una breu biografia de l'artista, o bé una simple cronologia, i informació d'obres que han estat atribuïdes a l'artista però que es consideren dubtoses o no autèntiques. També s'hi pot incloure diferents índexs d'obres cronològic, temàtic o per col·lecció o antics propietaris. Un aspecte destacat són les il·lustracions de les obres, a més d'obres comparatives o relacionades, del mateix artista o d'altres.
Per a cada obra se sol detallar:
- un número assignat de referència;
- títol, especificant el títol original i els títols alternatius utilitzats;
- data, sigui datació de l'artista o data estimada;
- dades tècniques: suport, tècnica utilitzada, dimensions, inscripcions, estat de conservació;
- localització o col·lecció actual;
- procedència, amb els diversos propietaris que ha tingut;
- bibliografia on s'ha tractat l'obra;
- exposicions i referències en catàlegs d'exposició;
- observacions crítiques, sigui citacions destacades o comentaris per part de l'autor del catàleg; i
- il·lustració de l'obra, d'obres comparatives o estudis preparatoris.

Tot plegat és la feina d'experts després d'anys de recerca, verificació de dades i pot suposar un volum gran, o diversos volums, per a un artista prolífic.

## Obra de referència
Un catàleg raonat és l'obra de referència acadèmica per excel·lència per a un artista determinat. Sovint les obres d'art no tenen un títol assignat per l'artista, o són títols genèrics que es presten a confusió, o s'han utilitzat diferents títols en diferents ocasions; en aquest cas el catàleg raonat fixa un títol de referència, tot explicant els títols alternatius. La datació no sempre està clara o inscrita en la mateixa obra per part de l'artista, i el catàleg dona una data estimada explicant en quins indicis s'ha basat. En altres casos, pot passar que l'autoria no sigui prou clara i un catàleg raonat és una referència d'obres autenticades, a més d'obres falsament atribuïdes, basant-se en una anàlisi d'expert de tota la informació disponible. És una ajuda per a la identificació d'una obra i les seves dades.
Els catàlegs raonats se solen mencionar per denominacions breus, de l'autor o l'editor, o fins i tot per sigles o inicials, seguides del número de l'obra. Per exemple parlant de van Gogh «el La Faille 99 està millor conservat que el La Faille 47», o Gauguin «va pintar tres ondines W.336, W.337 i W.338».
Exemples:
- Paul Gauguin
  - Wildenstein, Georges. Gauguin, Catalogue I.  París: Ed. Beaux-Arts, 1964. (catàleg de Wildenstein-Cogniat sobre l'obra pictòrica, normalment indicat amb la inicial W; existeix una revisió parcial de Daniel Wildenstein del 2001.)
  - Mongan, E.; Kornfeld, E.W.; Joachim, H. Paul Gauguin: Catalogue Raisonné of his Prints.  Berna: Galerie Kornfeld, 1988. (catàleg de Kornfeld sobre l'obra gravada, normalment indicat amb la inicial K; anteriorment la referència era Marcel Guérin del 1927).
  - Gray, Christopher. Sculpture and Ceramics of Paul Gauguin.  Baltimore: Johns Hopkins, 1963. ISBN 978-0801802317.
  - Bodelsen, Merete. Gauguin's Ceramics: A Study in the Development of His Art.  Londres: Faber and Faber, 1964.
  - Pickvance, Ronald. The drawings of Gauguin.  Nova York: Hamlyn, 1970. ISBN 9780600025559.
- Vincent van Gogh[4]
  - La Faille, J.-B. de. L'Œuvre de Vincent van Gogh: Catalogue raisonné.  París/Brussel·les: Éditions G. van Oest, 1928, p. 6 vols. (edició revisada el 1970; normalment indicat amb la inicial F)
  - Hulsker, Jan. Van Gogh en zĳn weg: het complete werk.  Amsterdam: Meulenhoff, 1977. (edició revisada el 1996; normalment indicat amb les inicials JH)
- Salvador Dalí:
  - Fundació Gala-Salvador Dalí. «Salvador Dalí: Catàleg raonat de pintures (1910-1939)». (només en línia)
- Ramon Casas:
  - Coll, Isabel. Ramon Casas. Una vida dedicada a l'art: Catàleg raonat de l'obra pictòrica.  Barcelona: Centaure Groc, 1999. ISBN 84-605-9988-4.

## Equivalents lingüístics
L'expressió «catàleg raonat» és d'origen francès: catalogue raisonnée. El terme «raonat» es refereix al fet que el catàleg és metòdic i ha estat estudiat detalladament.
En anglès s'utilitza l'expressió francesa. Encara que en anglès americà s'utilitza habitualment catalog en lloc del britànic catalogue, quan es refereix a un catàleg d'art és catalogue.
En italià s'anomena l'opera completa, però només serà l'obra completa dintre de l'àmbit especificat. En alemany és Oeuvre-Katalog o Werkverzeichnis.